# 休奇耶區

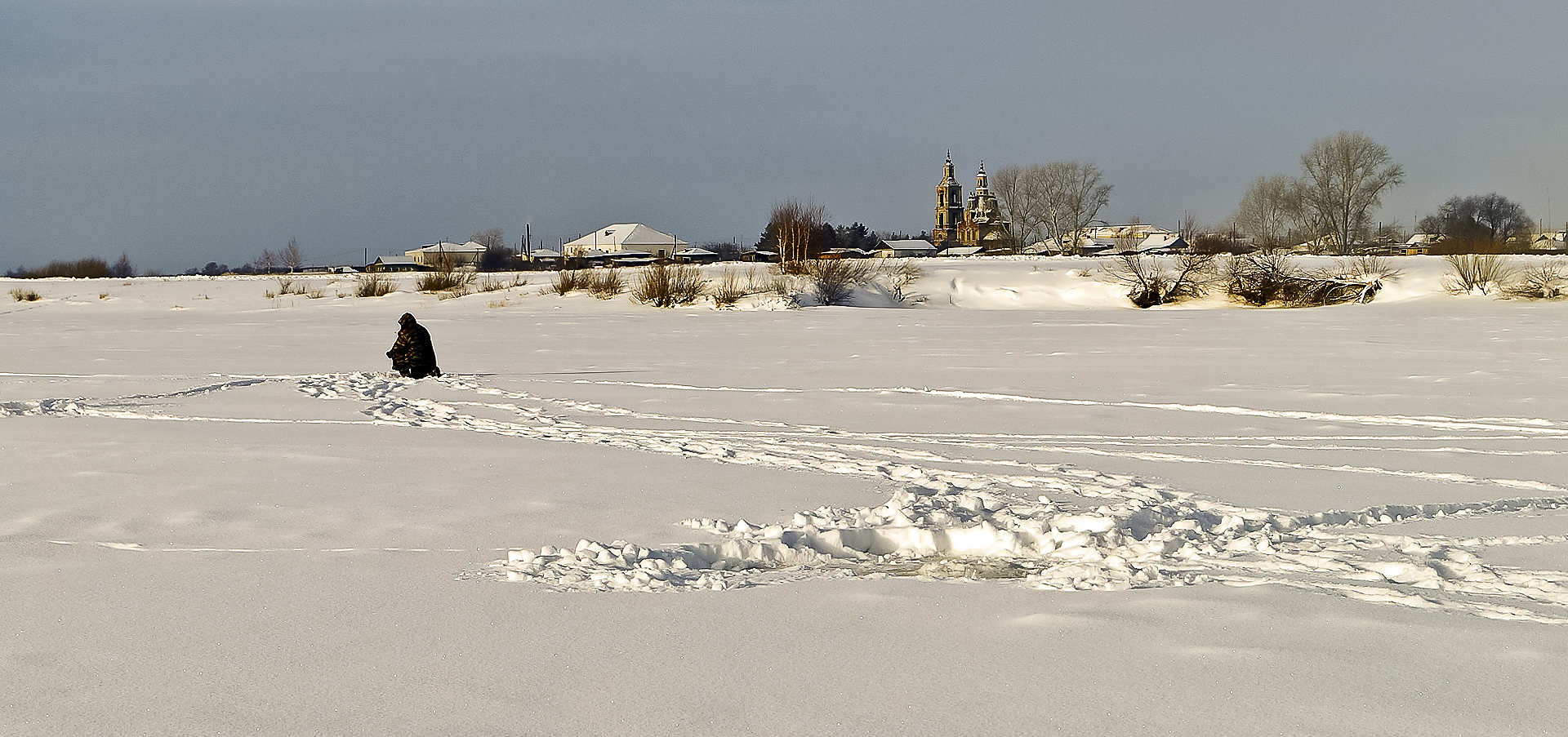

55°13′00″N 62°46′00″E / 55.2167°N 62.7667°E
休奇耶區（俄语：Щучанский район），是俄羅斯的一個區，位於該國南部，由庫爾干州負責管轄，面積2,809平方公里，2010年該地區人口23,547，人口密度每平方公里8.38人。